# Liga Mexicana de Béisbol 1996
La Temporada 1996 de la Liga Mexicana de Béisbol fue la edición 72. Sultanes y Diablos se enfrentaron por tercer año consecutivo en la final. Los Sultanes de Monterrey se coronaron campeones ganando la Serie Final 4 juegos a 1 a los Diablos Rojos del México. De esta forma consiguieron el octavo título y el segundo bicampeonato de su historia. El mánager campeón fue Derek Bryant.
Para esta temporada hubo tres cambios de sede. Los Charros de Jalisco son comprados por Alfredo Harp Helú y algunos otros inversionistas y se convierten en los Guerreros de Oaxaca; los Rojos del Águila de Veracruz desaparecen y entran en su lugar los Petroleros de Poza Rica; los Pericos de Puebla se convierten en los Langosteros de Quintana Roo. Por otro lado, los Petroleros de Minatitlán cambiaron su nombre por el de Potros de Minatitlán.
Por primera vez en la historia, la liga se divide en 3 zonas (norte, centro y sur), y el calendario constaba de 122 partidos divididos en 2 vueltas.
Para este año, la Liga Mexicana de Béisbol se convierte en la primera liga deportiva en México en crear su página web, entrando así a la era del internet.

## Equipos participantes
| Liga Mexicana de Béisbol 1996 |                              |           |                                             |                            |             |
| Zona                          | Equipo                       | Fundación | Ciudad                                      | Estadio                    | Capacidad   |
| Norte                         | Acereros del Norte           | 1974      | Monclova, Coahuila                          | Monclova                   | 8,500       |
| Norte                         | Algodoneros de Unión Laguna  | 1940      | Torreón, Coahuila                           | Revolución                 | 9,500       |
| Norte                         | Broncos de Reynosa           | 1963      | Reynosa, Tamaulipas                         | Adolfo López Mateos        | 10,000      |
| Norte                         | Saraperos de Saltillo        | 1970      | Saltillo, Coahuila                          | Francisco I. Madero        | 16,000      |
| Norte                         | Sultanes de Monterrey        | 1939      | Monterrey, Nuevo León                       | Monterrey                  | 22,061      |
| Norte                         | Tecolotes de los Dos Laredos | 1940      | Nuevo Laredo, Tamaulipas Laredo, Texas      | La Junta West Martin Field | 7,800 5,000 |
| Centro                        | Diablos Rojos del México     | 1940      | México, D. F.                               | Seguro Social              | 25,000      |
| Centro                        | Guerreros de Oaxaca          | 1996      | Oaxaca, Oaxaca                              | Eduardo Vasconcelos        | 7,200       |
| Centro                        | Petroleros de Poza Rica      | 1958      | Poza Rica, Veracruz                         | Heriberto Jara Corona      | 10,000      |
| Centro                        | Rieleros de Aguascalientes   | 1975      | Aguascalientes, Aguascalientes              | Alberto Romo Chávez        | 6,494       |
| Centro                        | Tigres Capitalinos           | 1955      | México, D. F.                               | Seguro Social              | 25,000      |
| Sur                           | Langosteros de Quintana Roo  | 1996      | Cancún, Quintana Roo Chetumal, Quintana Roo | Beto Ávila Nachan Ka'an    | 9,500 5,000 |
| Sur                           | Leones de Yucatán            | 1954      | Mérida, Yucatán                             | Kukulcán                   | 14,917      |
| Sur                           | Olmecas de Tabasco           | 1975      | Villahermosa, Tabasco                       | Centenario 27 de Febrero   | 8,500       |
| Sur                           | Piratas de Campeche          | 1980      | Campeche, Campeche                          | Venustiano Carranza        | 6,000       |
| Sur                           | Potros de Minatitlán         | 1996      | Minatitlán, Veracruz                        | 18 de marzo de 1938        | 7,500       |

## Posiciones

### Primera Vuelta
| Zona Norte     | Zona Norte | Zona Norte | Zona Norte | Zona Norte | Zona Norte |
| Equipo         | JG         | JP         | PCT        | JV         | PTS        |
| -------------- | ---------- | ---------- | ---------- | ---------- | ---------- |
| Monterrey      | 43         | 15         | .741       | -          | 8          |
| Reynosa        | 31         | 27         | .534       | 12.0       | 7          |
| Dos Laredos(1) | 28         | 31         | .475       | 15.5       | 6.5        |
| Monclova(1)    | 28         | 31         | .475       | 15.5       | 6          |
| Unión Laguna   | 24         | 33         | .421       | 18.5       | 5.5        |
| Saltillo       | 20         | 38         | .345       | 23.0       | 5          |

| Zona Centro       | Zona Centro | Zona Centro | Zona Centro | Zona Centro | Zona Centro |
| Equipo            | JG          | JP          | PCT         | JV          | PTS         |
| ----------------- | ----------- | ----------- | ----------- | ----------- | ----------- |
| Tigres            | 38          | 19          | .667        | -           | 8           |
| Aguascalientes(2) | 31          | 28          | .525        | 8.0         | 6.75        |
| México(2)         | 31          | 28          | .525        | 8.0         | 6.75        |
| Poza Rica         | 28          | 29          | .491        | 10.0        | 6           |
| Oaxaca            | 20          | 38          | .345        | 18.5        | 5.5         |

| Zona Sur     | Zona Sur | Zona Sur | Zona Sur | Zona Sur | Zona Sur |
| Equipo       | JG       | JP       | PCT      | JV       | PTS      |
| ------------ | -------- | -------- | -------- | -------- | -------- |
| Campeche     | 30       | 28       | .517     | -        | 8        |
| Yucatán      | 30       | 29       | .508     | 0.5      | 7        |
| Quintana Roo | 29       | 29       | .500     | 1.0      | 6.5      |
| Tabasco      | 28       | 30       | .483     | 2.0      | 6        |
| Minatitlán   | 26       | 32       | .448     | 4.0      | 5.5      |

### Segunda Vuelta
| Zona Norte   | Zona Norte | Zona Norte | Zona Norte | Zona Norte | Zona Norte |
| Equipo       | JG         | JP         | PCT        | JV         | PTS        |
| ------------ | ---------- | ---------- | ---------- | ---------- | ---------- |
| Monterrey    | 39         | 18         | .684       | -          | 8          |
| Monclova     | 30         | 25         | .545       | 8.0        | 7          |
| Unión Laguna | 26         | 29         | .473       | 12.0       | 6.5        |
| Reynosa      | 25         | 29         | .463       | 12.5       | 6          |
| Saltillo     | 21         | 32         | .396       | 16.0       | 5.5        |
| Dos Laredos  | 20         | 34         | .370       | 17.5       | 5          |

| Zona Centro    | Zona Centro | Zona Centro | Zona Centro | Zona Centro | Zona Centro |
| Equipo         | JG          | JP          | PCT         | JV          | PTS         |
| -------------- | ----------- | ----------- | ----------- | ----------- | ----------- |
| México         | 39          | 15          | .722        | -           | 8           |
| Poza Rica      | 35          | 21          | .625        | 5.0         | 7           |
| Tigres         | 30          | 26          | .536        | 10.0        | 6.5         |
| Oaxaca         | 26          | 26          | .500        | 12.0        | 6           |
| Aguascalientes | 27          | 29          | .482        | 13.0        | 5.5         |

| Zona Sur     | Zona Sur | Zona Sur | Zona Sur | Zona Sur | Zona Sur |
| Equipo       | JG       | JP       | PCT      | JV       | PTS      |
| ------------ | -------- | -------- | -------- | -------- | -------- |
| Yucatán      | 28       | 27       | .509     | -        | 8        |
| Quintana Roo | 26       | 26       | .500     | 0.5      | 7        |
| Campeche     | 23       | 31       | .426     | 4.5      | 6.5      |
| Tabasco      | 20       | 33       | .377     | 7.0      | 6        |
| Minatitlán   | 19       | 33       | .365     | 7.5      | 5.5      |

### Global
| Zona Norte   | Zona Norte | Zona Norte | Zona Norte | Zona Norte | Zona Norte |
| Equipo       | JG         | JP         | PCT        | JV         | PTS        |
| ------------ | ---------- | ---------- | ---------- | ---------- | ---------- |
| Monterrey    | 82         | 33         | .713       | -          | 16         |
| Monclova(3)  | 58         | 56         | .509       | 23.5       | 13         |
| Reynosa(3)   | 56         | 56         | .500       | 24.5       | 13         |
| Unión Laguna | 50         | 62         | .446       | 30.5       | 12         |
| Dos Laredos  | 48         | 65         | .424       | 33.0       | 11.5       |
| Saltillo     | 41         | 70         | .369       | 39.0       | 10.5       |

| Zona Centro       | Zona Centro | Zona Centro | Zona Centro | Zona Centro | Zona Centro |
| Equipo            | JG          | JP          | PCT         | JV          | PTS         |
| ----------------- | ----------- | ----------- | ----------- | ----------- | ----------- |
| México            | 70          | 43          | .619        | -           | 14.75       |
| Tigres            | 68          | 45          | .602        | 2.0         | 14.5        |
| Poza Rica(4)      | 63          | 50          | .558        | 7.0         | 13          |
| Aguascalientes(4) | 58          | 57          | .504        | 13.0        | 12.25       |
| Oaxaca            | 46          | 64          | .418        | 22.5        | 11.5        |

| Zona Sur     | Zona Sur | Zona Sur | Zona Sur | Zona Sur | Zona Sur |
| Equipo       | JG       | JP       | PCT      | JV       | PTS      |
| ------------ | -------- | -------- | -------- | -------- | -------- |
| Yucatán      | 58       | 56       | .509     | -        | 15       |
| Quintana Roo | 55       | 55       | .500     | 1.0      | 13.5     |
| Campeche     | 53       | 59       | .473     | 4.0      | 14.5     |
| Tabasco      | 48       | 63       | .432     | 8.5      | 12       |
| Minatitlán   | 45       | 65       | .409     | 11.0     | 11       |

| Clasificado a los playoffs |

1 Dos Laredos ocupó el tercer lugar debido a que superó a Monclova en dominio 7 juegos a 2.
2 Aguascalientes y México se dividieron en partes iguales los puntos correspondientes a segundo y tercer lugar, ya que empataron en todos los criterios de desempate del reglamento.
3 Monclova y Reynosa empataron en puntos pero clasificó Monclova por terminar con mejor porcentaje global.
4 Poza Rica y Aguascalientes clasificaron por ser los mejores en porcentaje global de los 10 equipos que no lograron clasificar por puntos.

## Juego de Estrellas
El Juego de Estrellas de la LMB se realizó el 20 de mayo en el Parque del Seguro Social de la Ciudad de Méixco. La Zona Sur se impuso 6-2 a la Zona Norte. Los lanzadores abridores fueron Emigdio López por el Sur y Arturo González por el Norte. El estadounidense Joel Chimelis de los Guerreros de Oaxaca fue elegido el Jugador Más Valioso del partido.

## Postemporada
Calificaron los 2 primeros lugares de cada zona de acuerdo al puntaje y de los 10 equipos restantes, calificaron los 2 mejores en porcentaje. Se enfrentaron los siguientes equipos:
|  | Primer Play Off | Primer Play Off | Primer Play Off |           |           | Segundo Play Off | Segundo Play Off | Segundo Play Off |  |        | Final  | Final | Final |  |
|  |                 |                 |                 |           |           |                  |                  |                  |  |        |        |       |       |  |
|  |                 |                 |                 |           |           |                  |                  |                  |  |        |        |       |       |  |
|  | Aguascalientes  | Aguascalientes  | 3               |           |           |                  |                  |                  |  |        |        |       |       |  |
|  | Aguascalientes  | Aguascalientes  | 3               |           |           |                  |                  |                  |  |        |        |       |       |  |
|  | México          | México          | 4               |           |           |                  |                  |                  |  |        |        |       |       |  |
|  | México          | México          | 4               |           | México    | México           | 4                |                  |  |        |        |       |       |  |
|  |                 |                 |                 |           | México    | México           | 4                |                  |  |        |        |       |       |  |
|  |                 |                 | Tigres          | Tigres    | 1         |                  |                  |                  |  |        |        |       |       |  |
|  | Poza Rica       | Poza Rica       | Tigres          | Tigres    | 1         | 1                |                  |                  |  |        |        |       |       |  |
|  | Poza Rica       | Poza Rica       |                 |           |           |                  |                  |                  |  |        |        |       |       |  |
|  | Tigres          | Tigres          | 4               |           |           |                  |                  |                  |  |        |        |       |       |  |
|  | Tigres          | Tigres          | 4               |           |           |                  |                  |                  |  | México | México | 1     |       |  |
|  |                 |                 |                 |           |           |                  |                  |                  |  | México | México | 1     |       |  |
|  |                 |                 | Monterrey       | Monterrey | 4         |                  |                  |                  |  |        |        |       |       |  |
|  | Monclova        | Monclova        | Monterrey       | Monterrey | 4         | 2                |                  |                  |  |        |        |       |       |  |
|  | Monclova        | Monclova        |                 |           |           |                  |                  |                  |  |        |        |       |       |  |
|  | Monterrey       | Monterrey       | 4               |           |           |                  |                  |                  |  |        |        |       |       |  |
|  | Monterrey       | Monterrey       | 4               |           | Monterrey | Monterrey        | 4                |                  |  |        |        |       |       |  |
|  |                 |                 |                 |           | Monterrey | Monterrey        | 4                |                  |  |        |        |       |       |  |
|  |                 |                 | Yucatán         | Yucatán   | 2         |                  |                  |                  |  |        |        |       |       |  |
|  | Campeche        | Campeche        | Yucatán         | Yucatán   | 2         | 1                |                  |                  |  |        |        |       |       |  |
|  | Campeche        | Campeche        |                 |           |           |                  |                  |                  |  |        |        |       |       |  |
|  | Yucatán         | Yucatán         | 4               |           |           |                  |                  |                  |  |        |        |       |       |  |
|  | Yucatán         | Yucatán         | 4               |           |           |                  |                  |                  |  |        |        |       |       |  |
|  |                 |                 |                 |           |           |                  |                  |                  |  |        |        |       |       |  |

## Designaciones
Francisco Campos de los Piratas de Campeche fue nombrado el Novato del Año.

## Acontecimientos relevantes
- 17 de mayo: Jesús Sommers (Poza Rica) conecta dos hits a Elmer Dessens (México) para llegar a 3,000 en su carrera. Al final de la temporada llegó a 3,004 estableciendo el récord de más hits en toda la historia que sigue vigente hasta el momento y parece difícil que alguien lo alcance.[2]
- 10 de julio: Roberto "Metralleta" Ramírez (México) lanza juego sin hit ni carrera de 9 entradas en Villahermosa, en la victoria de su equipo 2-0 ante Tabasco.
- 21 de abril: Gerardo "Polvorita" Sánchez quiebra el récord de más partidos jugados de manera consecutiva al llegar a 1,167. Finalmente para la temporada 1998 dejaría en 1,415 el récord.